# Hassan Bousetta
Hassan Bousetta, né le 13 juillet 1970 à Hasselt, est un universitaire et homme politique belge, membre du PS.

## Biographie
Hassan Bousetta est né le 13 juillet 1970 à Hasselt. Lors d'un entretien en 2004, il est favorable a une action qui lutterait contre les « discriminations négatives ». Entre 2010 et 2014 il est sénateur élu directement par le collège électoral français. En 2015, peu de temps avant la venue d'Éric Zemmour à Liège, Hassan Bousetta estime que ses généralisations abusives sont problématiques quand Eric Zemmour dit par exemple : « le foot, c’est la guerre, parce que les jeunes des banlieues y apportent leurs mœurs violentes » en ajoutant que le journaliste est « d’abord l’opposition à mai 68 ». La même année Hassan Bousetta lance un mouvement citoyen en réaction aux attaques qui ont touché Paris. Dans un entretien en novembre 2015, Hassan Bousetta estime que la Belgique fait fausse route en faisant partie d'une coalition qui bombarde Daech.

### Polémique du feu rouge
Selon Sud Presse, le 4 juin 2012 Hassan Bousetta aurait grillé un feu rouge au boulevard d'Avroy à Liège. En mars 2013, il est condamné par le tribunal de police de Liège. Il conteste l'infraction.